# 弗倫斯堡 (明尼蘇達州)
弗倫斯堡（英語：Flensburg）是一個位於美國明尼蘇達州莫里森縣的城市。

## 人口
根據2020年美國人口普查的數據，弗倫斯堡的面積為18.19平方千米，當中陸地面積為18.08平方千米，而水域面積為0.11平方千米。當地共有人口216人，而人口密度為每平方千米12人。